# Uwe Barschel
Uwe Barschel (Glienicke, 13 maggio 1944 – Ginevra, 11 ottobre 1987) è stato un politico tedesco della CDU.
Dal 1982 a 1987 fu Ministro-Presidente dello stato federale dello Schleswig-Holstein. Durante la sua campagna elettorale nel 1987 fu coinvolto in uno degli scandali più gravi nella storia della Germania Ovest: venne infatti accusato di aver condotto una campagna diffamatoria contro il candidato dell'SPD Björn Engholm.
Si trovò quindi costretto a dimettersi della carica di capo del governo. Alcuni giorni dopo, fu trovato morto nel bagno di una camera del Hôtel Beau-Rivage in Ginevra. L'indagine ufficiale stabilì che Barschel si fosse suicidato, ma varie pubblicazioni negarono questa conclusione. Anche l'ex-cancelliere Helmut Kohl dichiarò anni dopo che la possibilità di un omicidio fosse realistica.

## Biografia
Uwe Barschel nacque vicino a Berlino nel 1944 da un soldato della Wehrmacht caduto durante la battaglia di Berlino. Fu coinvolto in uno scandalo quando era rappresentante degli studenti del liceo di Geesthacht: Karl Dönitz, l'ultimo Presidente del terzo Reich, era stato invitato a tenere un discorso sul Machtergreifung. Il fatto che un nazista potesse presentare le sue opinioni senza critiche causò sdegno a livello nazionale e anche europeo, ed il direttore della scuola si suicidò.

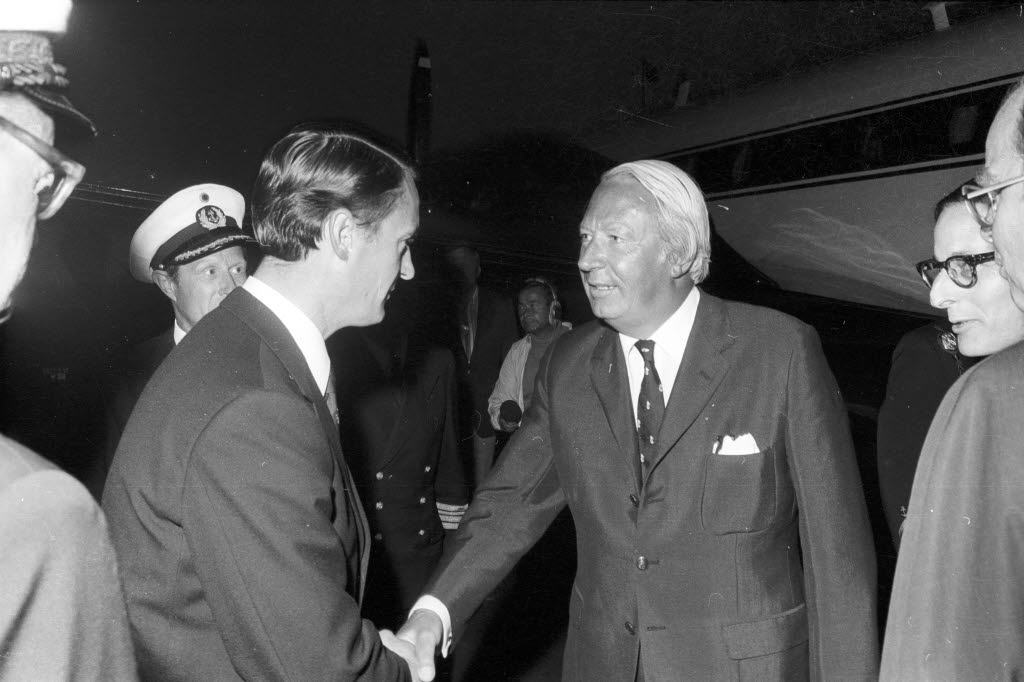
Barschel col Premier britannico Edward Heath durante una visita a Schleswig-Holstein

Dopo la maturità, studiò e si laureò in giurisprudenza, economia e scienze politiche, e in seguito lavorò come notaio. Nel 1971 fu eletto al Landtag dello Schleswig-Holstein, e nel 1979 ne divenne Ministro delle finanze sotto il governo di Gerhard Stoltenberg. Due anni dopo diventò ministro degli interni, e in seguito fu nominato Ministro finanziario federale nel gabinetto del cancelliere Kohl, nonché successore di quest'ultimo come capo di governo a Kiel.

## Lo scandalo
Barschel era considerato un politico capace, ambizioso e carismatico: a 38 anni fu il Ministro-Presidente più giovane del paese. Alle elezioni al Landtag del 1983 la CDU ottenne la maggioranza assoluta. Nelle elezioni statali del 1987, Der Spiegel pubblicò un articolo accusando Barschel di avere sostenuto una campagna di diffamazione contro Björn Engholm, candidato dell´opposizione. La fonte dell'articolo era Reiner Pfeiffer, giornalista e collaboratore dello stesso Barschel, secondo il quale la vita privata di Engholm sarebbe stata messa sotto osservazione per sostenere falsamente la sua positività all'AIDS, nonché per avviare un'indagine ingiustificata per evasione fiscale. Negli anni seguenti, le dichiarazioni di Pfeiffer furono messe in dubbio. Barschel giurò pubblicamente di essere innocente e annunciò le sue dimissioni pochi giorni dopo. L'SPD vinse le elezioni, e gli altri partiti si rifiutarono di formare un governo con la CDU guidata da Barschel.
Dopo le dimissioni, Barschel si recò a Gran Canaria insieme alla moglie, quindi partì per Ginevra da solo. Secondo quanto dichiarato dalla moglie, in una successiva intervista a Die Welt, in Svizzera avrebbe dovuto incontrare un informatore sconosciuto in grado di fornirgli le prove della sua innocenza. L'11 ottobre 1987 il suo cadavere fu trovato nell'Hotel Beau-Rivage. Le foto del suo cadavere pubblicate, tra gli altri, dalla rivista Stern e il quotidiano Bild hanno suscitato un dibattito sull'etica giornalistica, poiché molti hanno visto nella pubblicazione delle immagini una violazione della dignità personale del defunto. Il suo corpo era sdraiato nella vasca da bagno completamente vestito, e l'autopsia rivelò una combinazione di narcotici come causa della morte. Indagini ufficiali svizzere e tedesche interpretarono il caso come suicidio. In seguito, nel 2010, il tossicologico svizzero Hans Brandenberger confutò questo risultato, e anche altri esperti espressero dubbi.

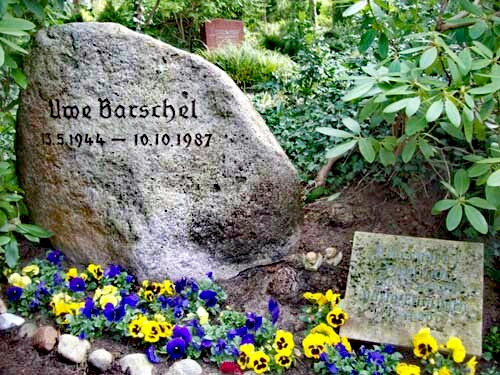
lapide di Barschel a Mölln

Negli anni seguenti fu scoperto che Barschel apparentemente partecipò ad attività clandestine: come Ministro-Presidente, viaggiò ripetutamente nella DDR e nella CSSR incontrando ufficiali communisti. Altri supposero un legame con servizi segreti occidentali come la CIA e il Mossad oppure con una rete del traffico d'armi con il Sudafrica dell'apartheid. Abolhassan Banisadr, l'ex presidente iraniano, era convinto che Barschel avesse relazioni d'affari col figlio dell'ayatollah Ruhollah Khomeyni. Il giornalista tedesco Patrick Baab e lo scienziato politico statunitense Robert E. Harkavy suppongono che il caso Barschel fosse connesso alla morte del politico svedese Olof Palme e allo scandalo di Irangate.

## Vita privata
Era sposato dal luglio 1973 con Freya von Bismarck, discendente di Otto von Bismarck. Dal matrimonio ebbe quattro figli.